# Chris Fite
Robert Christopher „Chris“ Fite (* 23. Dezember 1970) ist ein ehemaliger US-amerikanisch-britischer Basketballspieler.

## Laufbahn
Der 2,06 Meter große Flügel- und Innenspieler, aus Latrobe im US-Bundesstaat Pennsylvania stammend, war bis 1992 Mitglied der Hochschulmannschaft der University of Rochester in seinem Heimatland, den Vereinigten Staaten. In den Spielzeiten 1990/91 und 1991/92 war er in der dritten NCAA-Division „All American“ und wurde ebenfalls in den beiden Jahren als bester Spieler der University Athletic Association ausgezeichnet. 1990 gewann er mit Rochester den Meistertitel in der NCAA III und erhielt die Auszeichnung als bester Spieler des Endturniers. 1992 erreichte man wieder das Endspiel, verlor diesmal aber. Mit 2066 Punkten setzte er sich in der ewigen Bestenliste der Hochschule an die Spitze, auch seine 1023 Rebounds und seine 179 Blocks waren die Höchstwerte in der Geschichte der University of Rochester, als er 1992 ins Profilager wechselte. 2005 wurde er in die Sport-Ruhmeshalle der Hochschule aufgenommen.
Fite spielte von 1992 bis 1999 in der British Basketball League (BBL): 1992/93 bei den Oldham Celtics, 1993/94 bei den Manchester Giants, 1994/95 bei den Doncaster Panthers, 1995/96 bei den London Leopards, von 1996 bis 1999 bei den Newcastle Eagles und in der ersten Hälfte der Saison 1999/2000 bei Derby Storm. Seine beste Ausbeute im Angriff erreichte Fite in der BBL bei den Doncaster Panthers, als er 22,4 Punkte je Begegnung erzielte und daraufhin in die BBL-Mannschaft des Jahres der Saison 1994/95 gewählt wurde. In den Sommern 1996 und 1997 spielte Fite im Sommer in Australien.
Im Laufe der Saison 1999/2000 wechselte er von Derby Storm zu Brandt Hagen in die deutsche Basketball-Bundesliga. Fite erzielte in 23 Bundesliga-Einsätzen für Hagen im Schnitt 14 Punkte und 5 Rebounds. Er traf in der Bundesliga 54 Dreipunktwürfe bei 138 Versuchen. Fite verließ Hagen am Ende der Saison 1999/2000 und spielte bis 2003 beim belgischen Erstligisten Bree. Mit der Mannschaft nahm er auch an Europapokalwettbewerben teil.
Er ging 2003 in sein Heimatland zurück und schlug eine Trainerlaufbahn ein. 2004/05 war er am Saint Vincent College in seiner Heimatstadt Latrobe tätig, in der Saison 2005/06 hatte er an der University of Rochester eine Stelle als Co-Trainer inne. Von 2006 bis 2013 war Fite Assistenztrainer an der Indiana University of Pennsylvania. 2013 trat er das Cheftraineramt an der Shippensburg University (ebenfalls in Pennsylvania) an.